# Acomayo

Lokalizacja prowincji Acomayo

Acomayo – miasto w Peru, w regionie Cuzco, stolica prowincji Acomayo.
W 2008 liczyło 1 985 mieszkańców.